# Al-Ashraf Janbalat
Al-Ashraf Janbalat, född 1455, död 1501, var en egyptisk regent. Han var sultan i mamlukdynastins Egypten mellan 1500 och 1501.